# Seison
Seison is een geslacht van raderdiertjes uit de familie van de Seisonidae.

## Soorten
- Seison africanus Sørensen, Segers & Funch, 2005
- Seison nebaliae Grube, 1861